# Herrerita (futbolista)
Eduardo Herrera Bueno (Gijón, Asturias, España, 5 de julio de 1914-Oviedo, Asturias, España, 15 de agosto de 1991), conocido como Herrerita, fue un futbolista español que jugaba de centrocampista. Pasó la mayor parte de su carrera en el Real Oviedo, equipo del que es su máximo goleador histórico en Primera División con 114 goles. Con la selección española, jugó seis partidos en los que anotó dos goles.

## Trayectoria
Con quince años fichó por el Real Sporting de Gijón, dónde comenzó a destacar. En 1933 fue contratado por el Real Oviedo por 30 000 pesetas, debutando el 5 de noviembre en un partido que enfrentó al Real Oviedo como local, contra el F. C. Barcelona y que finalizó 7-3. En el equipo ovetense disputó toda su carrera en la máxima categoría a excepción de la temporada 1939-40, en la que militó en el Barcelona siendo nombrado capitán del equipo, debido a que el Real Oviedo no disputó el torneo ese año a causa del estado en que se encontraba la ciudad tras la guerra civil española.
Es el máximo goleador del Real Oviedo en Primera División y formó parte de las llamadas Segunda Delantera Eléctrica, integrada por Casuco, Gallart, Lángara y Emilín, y de la Tercera Delantera Eléctrica junto con Antón, Goyín, Echevarría y Emilín. Se retiró en el Real Sporting de Gijón al finalizar la temporada 1950-51.

## Selección nacional
Fue internacional con la selección española. Debutó en un enfrentamiento contra Portugal disputado en Lisboa el 18 de marzo de 1934 y disputó un total de seis encuentros hasta 1947. En su último partido como internacional, jugado contra Irlanda, participó como capitán del combinado nacional.

## Clubes
| Club                   | País   | Año       |
| ---------------------- | ------ | --------- |
| Real Sporting de Gijón | España | 1929-1933 |
| Real Oviedo            | España | 1933-1936 |
| F. C. Barcelona        | España | 1939-1940 |
| Real Oviedo            | España | 1940-1950 |
| Real Sporting de Gijón | España | 1950-1951 |